# Lichtenberg (Scheuring)
Lichtenberg ist ein Ortsteil der Gemeinde Scheuring im oberbayerischen Landkreis Landsberg am Lech.

## Geografie
Das Gut Lichtenberg liegt circa zwei Kilometer südlich von Scheuring auf der östlichen Hochterrasse des Lechs.

## Geschichte
Erstmals 1354 urkundlich genannt, kam Lichtenberg 1386 an die bayerischen Herzöge Stephan und Johann, die den Zehent 1387 an das Kloster Schäftlarn verschenkten. 
Um 1524 gehörte das Gut Lichtenberg dem wohlhabenden Augsburger Patrizier Georg Regel. Dieser hielt dort im Kreis ein kleiner Gemeinschaft evangelische Abendmahlsfeier, an denen unter anderem der ehemalige katholische Kaplan und spätere Bibelübersetzer Ludwig Hätzer als Gast teilnahm. Das Ehepaar Regel wurde aufgrund ihrer religiösen Aktivitäten inhaftiert und erst nach Zahlung einer größeren Geldbuße wieder freigelassen.
Ab 1666 schließlich blieb Schloss Lichtenberg in unmittelbarem Besitz der bayerischen Kurfürsten. Diese nutzten das Schloss für Sommeraufenthalte.
Das Schloss selbst wurde 1687 von Hofbaumeister Giovanni Antonio Viscardi neu erbaut und 1808 von General von Wrede abgebrochen, um Baumaterial für Militärgebäude in Augsburg zu gewinnen.
Gutsbesitzer von Gut Lichtenberg in den 1980er Jahren war der Diplomlandwirt und Präsident der Arbeitsgemeinschaft deutscher Tierzüchter Eberhard Thyssen (* 1919).

## Sehenswürdigkeiten
In Lichtenberg befindet sich ein ehemaliges Gutsverwalterhaus von 1777.

## Bodendenkmäler
Siehe: Liste der Bodendenkmäler in Scheuring